# Mocsonok
Mocsonok (szlovákul Močenok, korábban Sládečkovce) község Szlovákiában, a Nyitrai kerületben, a Vágsellyei járásban.

## Fekvése
A mátyusföldi község a Kisalföldön, Vágsellyétől 5 km-re északkeletre fekszik.

## Története
1113-ban a zobori apátság oklevelében Mussenic néven említik először. A 14. század közepéig több birtokosa is volt. 1349-ben Tamás zobori apát az esztergomi érsekségnek engedte át, de 1363-ban mégis Trencsén várkapitányának zálogbirtoka lett. Később részben visszaszerezte a zobori apátság. Miután Hunyadi Mátyás a kolostort lerombolta, 1494-ben a nyitrai püspökség birtoka lett. 1530-ban átélt egy török támadást. A források 35 felégetett és 16 másik elpusztított házról szólnak, a lakosság az erdőkbe menekült. 1543-ban Esztergom elestével Mocsonok is a török hadszíntér szélére került. 1598-ban újra kifosztották és felégették. Mind a török, mind a császári katonaság sanyargatta. A következő évben ez újra megismétlődött. 1606-ban Bocskai felkelése során is sokat szenvedett. 1623-ban II. Ferdinánd császártól vámszedési jogot kapott. 1624-ben mintegy száz család élt a településen. 1631-ben a Cétény vize erősen megáradt, ezért a katonaság Nagykérről áttette szállását máshova, például Berencsre, Köpösdre és Mocsonokra. 1650-ben évi hét vásár tartására kapott jogot. A század végén már oppidumként említik, ami mezővárosi rangot jelentett. 1695-ben 47 ház fizetett adót, míg 21-en szabadon éltek. II. Rákóczi Ferenc két ízben járt a településen: 1704. december 27-én a nagyszombati csatavesztés utáni visszavonulásakor, majd 1705. július 21. és augusztus 2. között itt ütötte fel főhadiszállását. 1709-ben a labancok erődített tábora volt itt.
1715-ben 43, öt évvel később 81 háztartás volt a településen. 1760. május 7-én szörnyű tűzvész tört ki a településen, melyben az egész város elpusztult. 1787-ben az első népszámláláskor 261 házat és 1590 lakost számláltak a városban. Kórházát 1809-ben alapították. Az 1831-ben pusztított kolerajárványnak is sokan estek áldozatul. 1850-ben Mocsonokon 1850 lakos élt.
Vályi András szerint „MOCSONAK. Magyar mező Város Nyitra Várm. földes Ura a’ Nyitrai Püspökség, a’ kinek épülete által díszesíttetik, lakosai katolikusok, fekszik Nyitrához mintegy 2 órányira, Ispotállya is vagyon, határja jó, fája van, szőleje középszerű, malma helyben, el adásra jó módgya van.”
Fényes Elek szerint „Mocsonok, magyar m. v. Nyitra vmegyében, Nyitrától nyugotra 2 mfdnyire: 1821 kath., 7 zsidó lak. A városnak egy nagy részét ez előtt 60 esztendőkkel német bevándorlók szállották meg; de ezek most magyarul mind tudnak, sőt nagy részük egészen elmagyarosodott. – Ékességére szolgál a kath. paroch. templom; főképen pedig a püspöki palota s kert. Határa termékeny, de sok helyett ingoványos; erdeje szép; rétje legelője jó; szőlőhegye tágas, azonban nagyon közönséges bort terem; van vizimalma. F. u. a nyitrai püspök s feje egy uradalomnak.”
A trianoni békeszerződésig Nyitra vármegye Vágsellyei járásához tartozott. A kommunista időszakban szlovákiai katolikus papokat átnevelő tábort hoztak itt létre.

## Népessége
| Év:            | 1994. | 2004.   | 2014.   | 2024.   |
| -------------- | ----- | ------- | ------- | ------- |
| Emberek száma: | 4246  | 4319    | 4288    | 4306    |
| Eltérés:       |       | +1,71 % | -0,71 % | +0,41 % |

| Év:            | 2023. | 2024.   |
| -------------- | ----- | ------- |
| Emberek száma: | 4316  | 4306    |
| Eltérés:       |       | -0,23 % |

1880-ban 2515 lakosából 2117 szlovák és 254 magyar anyanyelvű volt.
1890-ben 2812 lakosából 2010 szlovák és 639 magyar anyanyelvű volt.
1900-ban 3283 lakosából 2612 szlovák és 583 magyar anyanyelvű volt.
1910-ben 3878-an lakták: 3041 szlovák és 706 magyar.
1921-ben 3988 lakosából 3508 szlovák és 417 magyar volt.
1930-ban 4564 lakosából 4284 szlovák és 226 magyar volt.
1991-ben 4179 lakosából 4091 szlovák és 46 magyar volt.
2001-ben 4338 lakosából 4208 szlovák és 64 magyar volt.
2011-ben 4283 lakosából 4063 szlovák, 58 cigány és 48 magyar volt.
2021-ben 4356 lakosából 4010 (+20) szlovák, 54 (+11) magyar, 7 (+2) cigány, 22 (+3) egyéb és 263 ismeretlen nemzetiségű volt.

## Nevezetességei

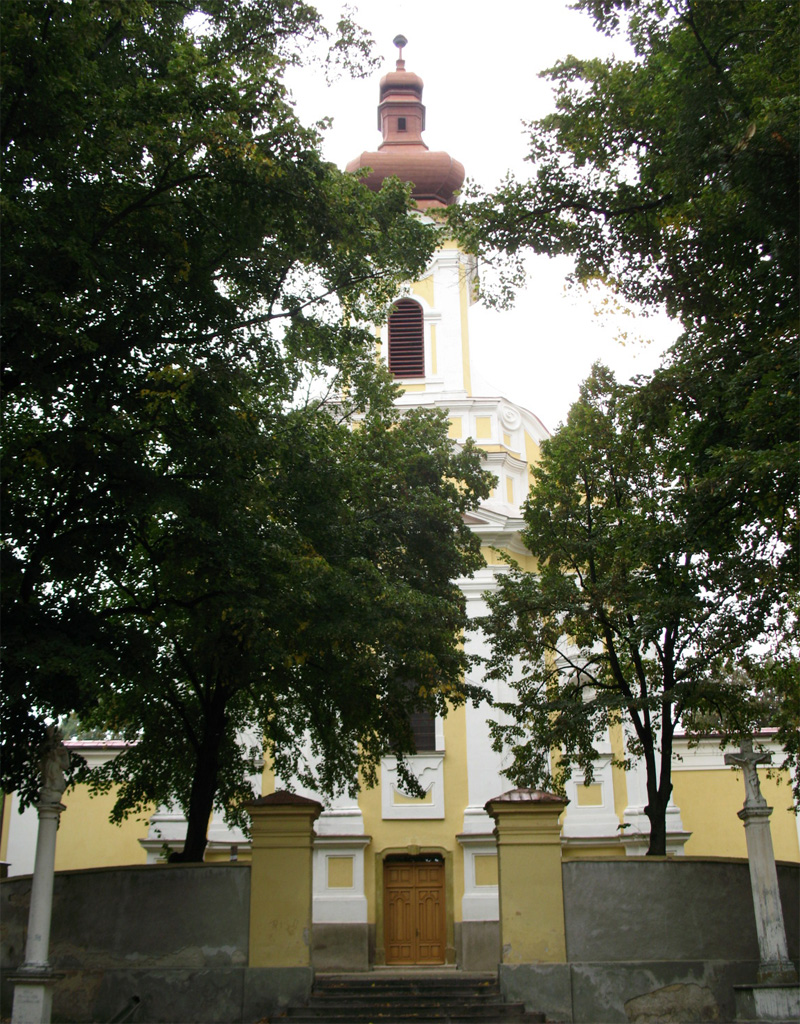
Templom
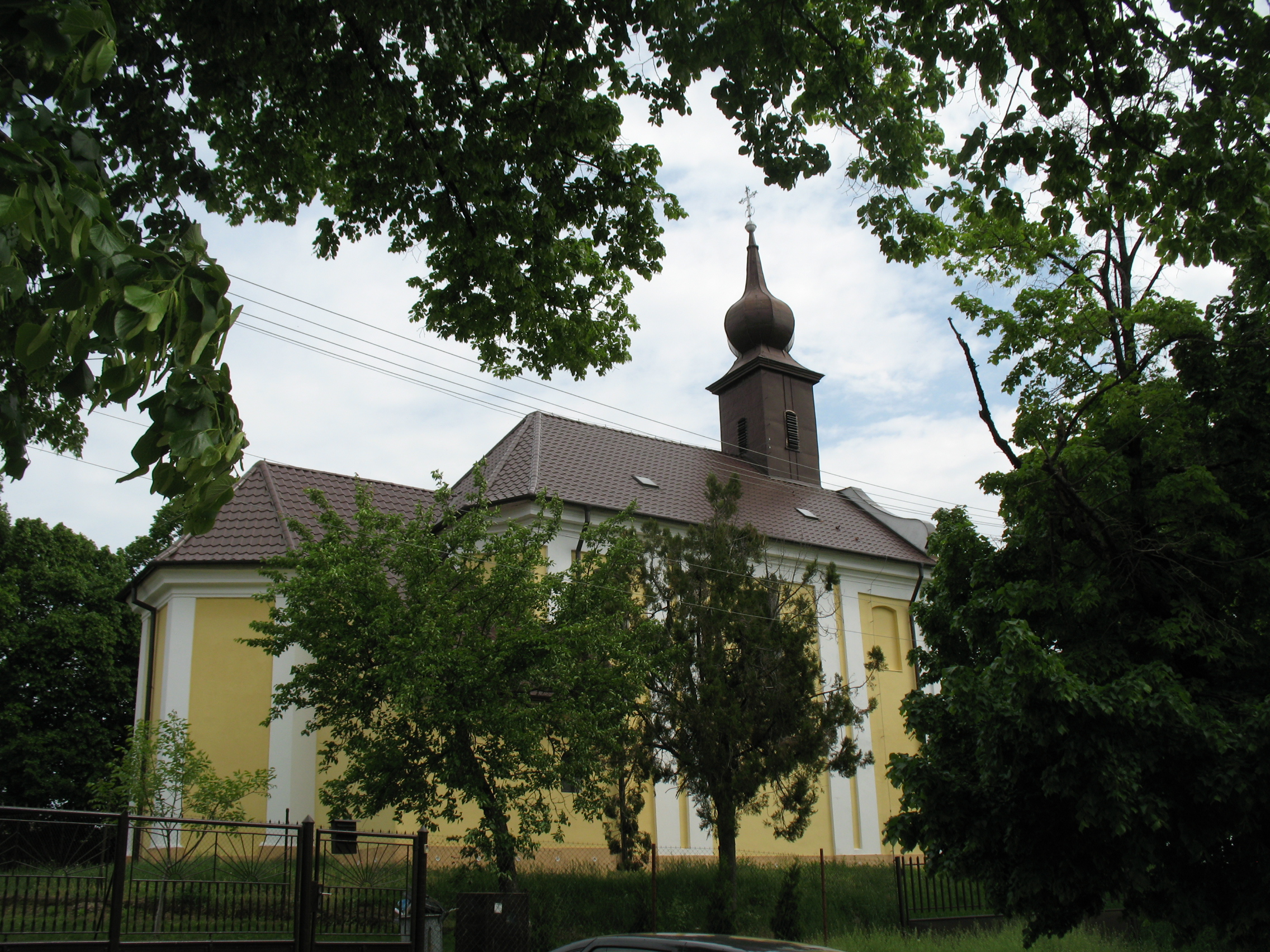
Templom
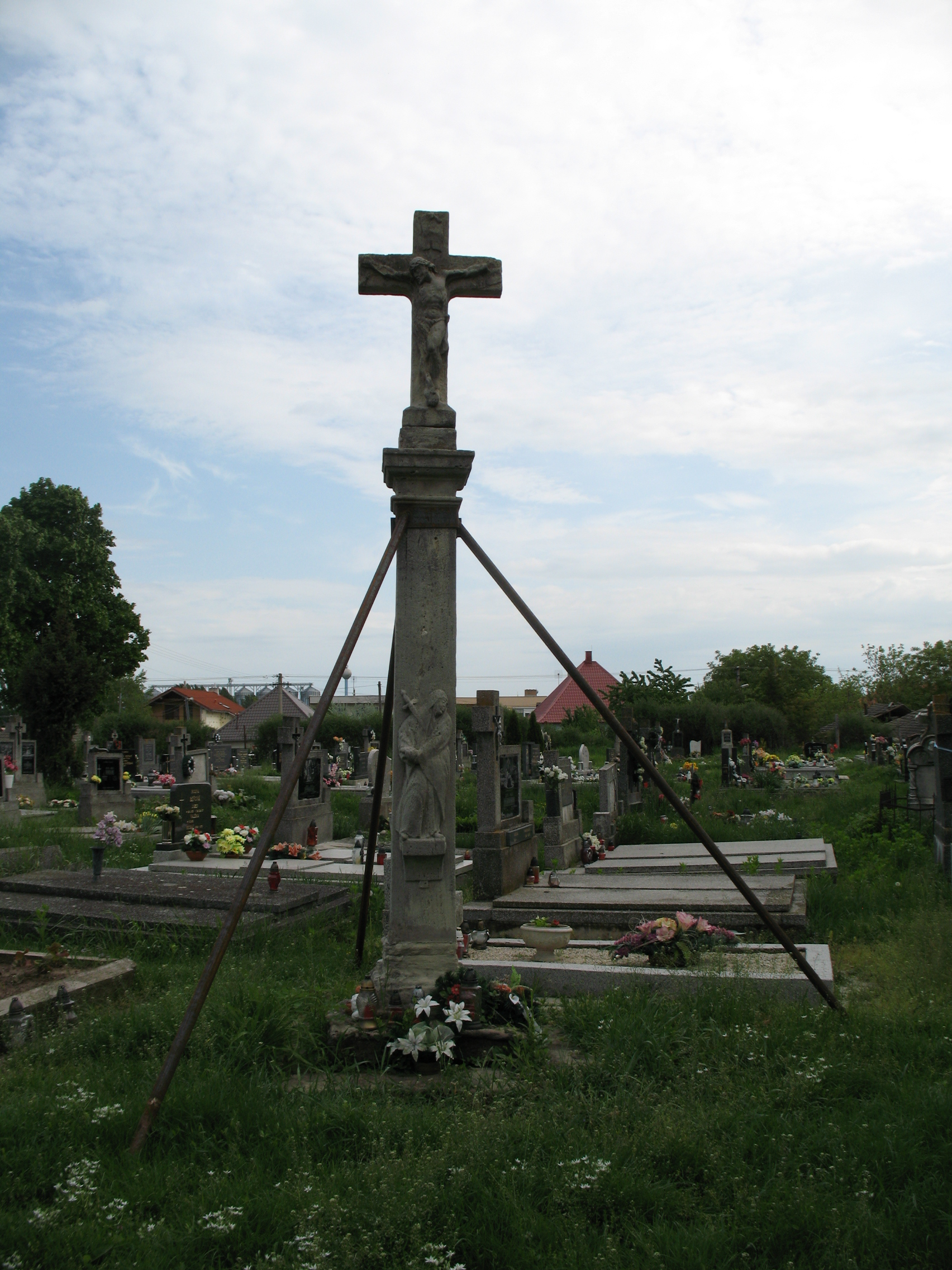
Kereszt
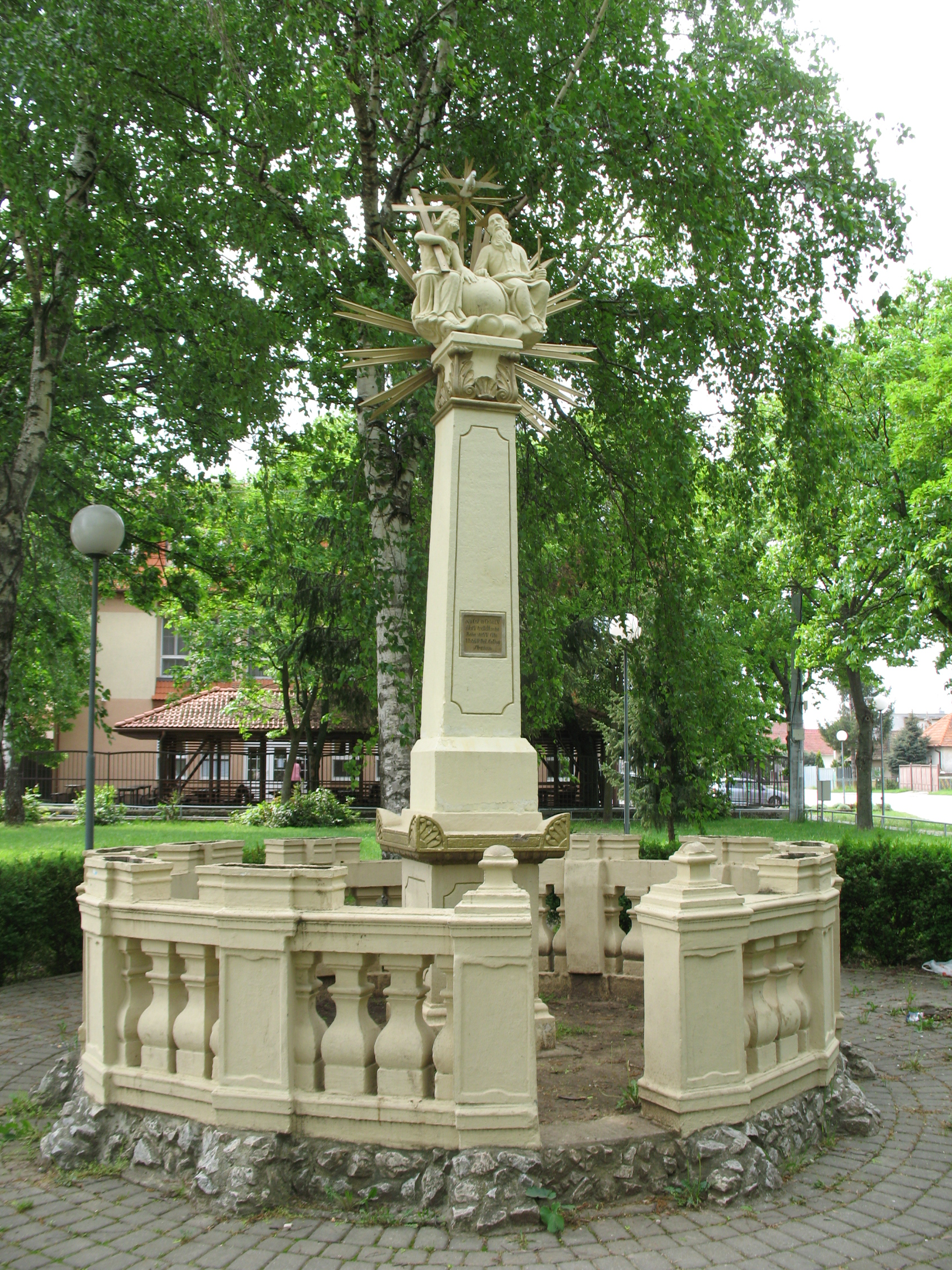
Szentháromság valószínűleg 1850-ből
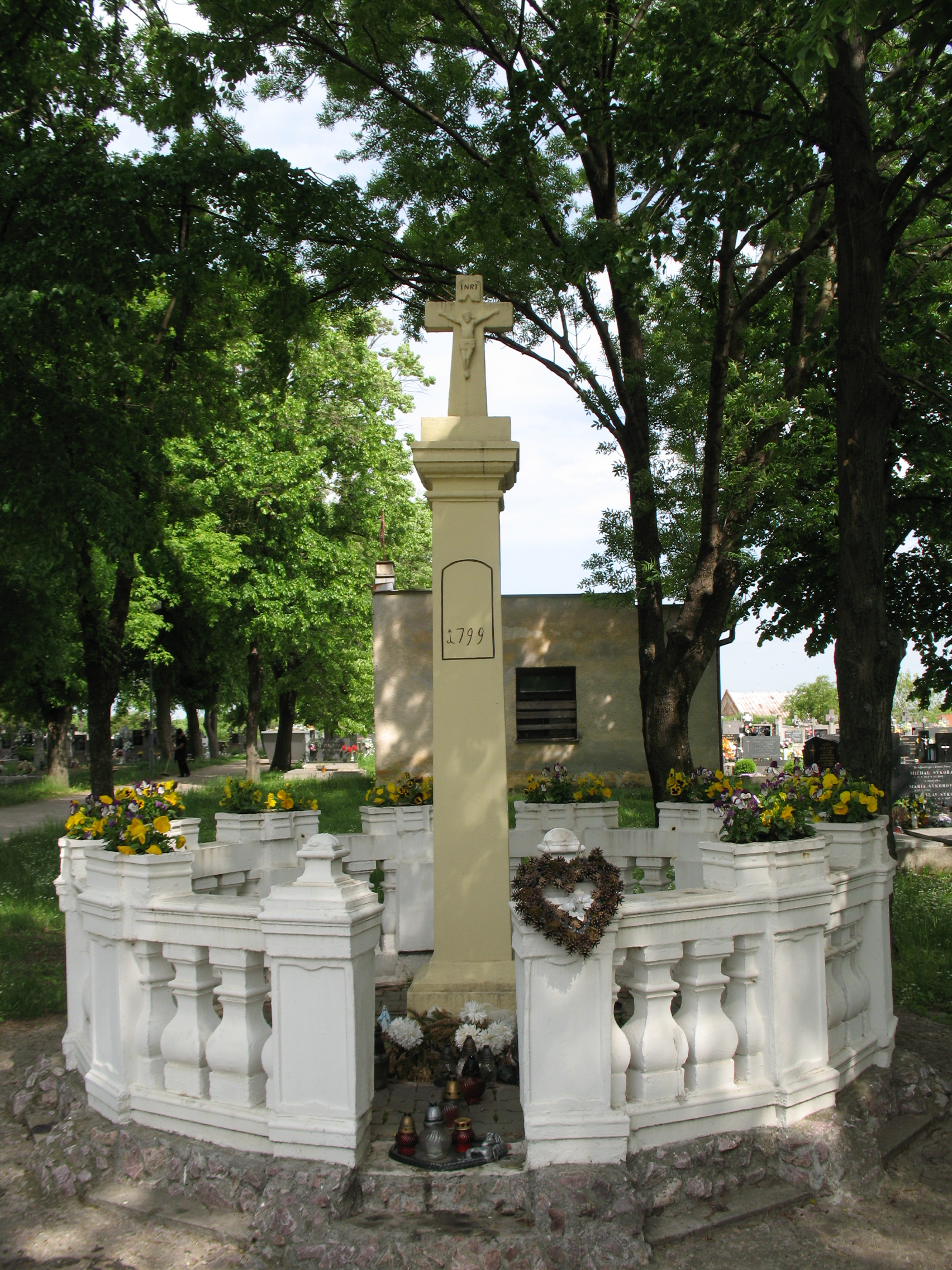
Kereszt 1799-ből
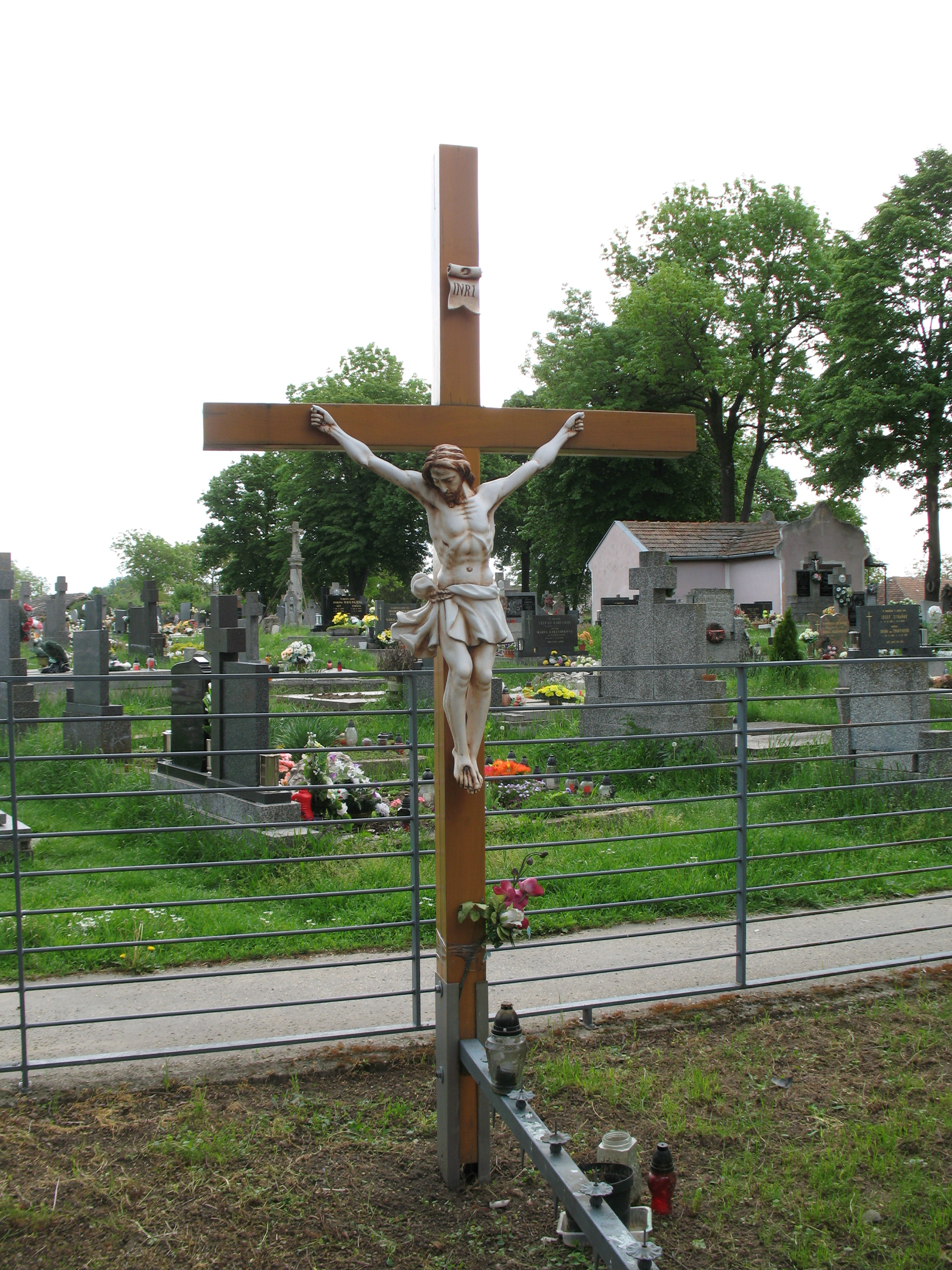
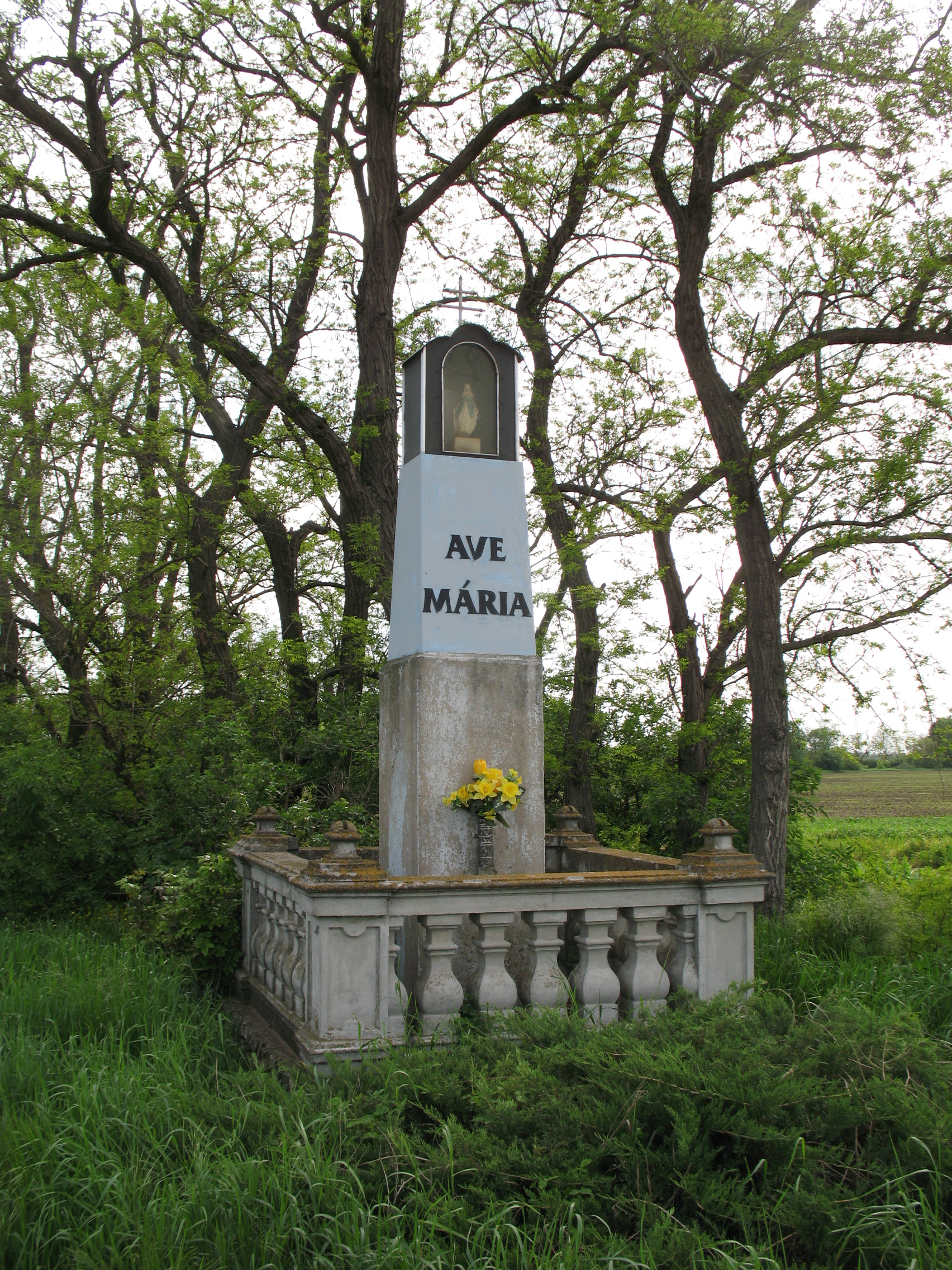
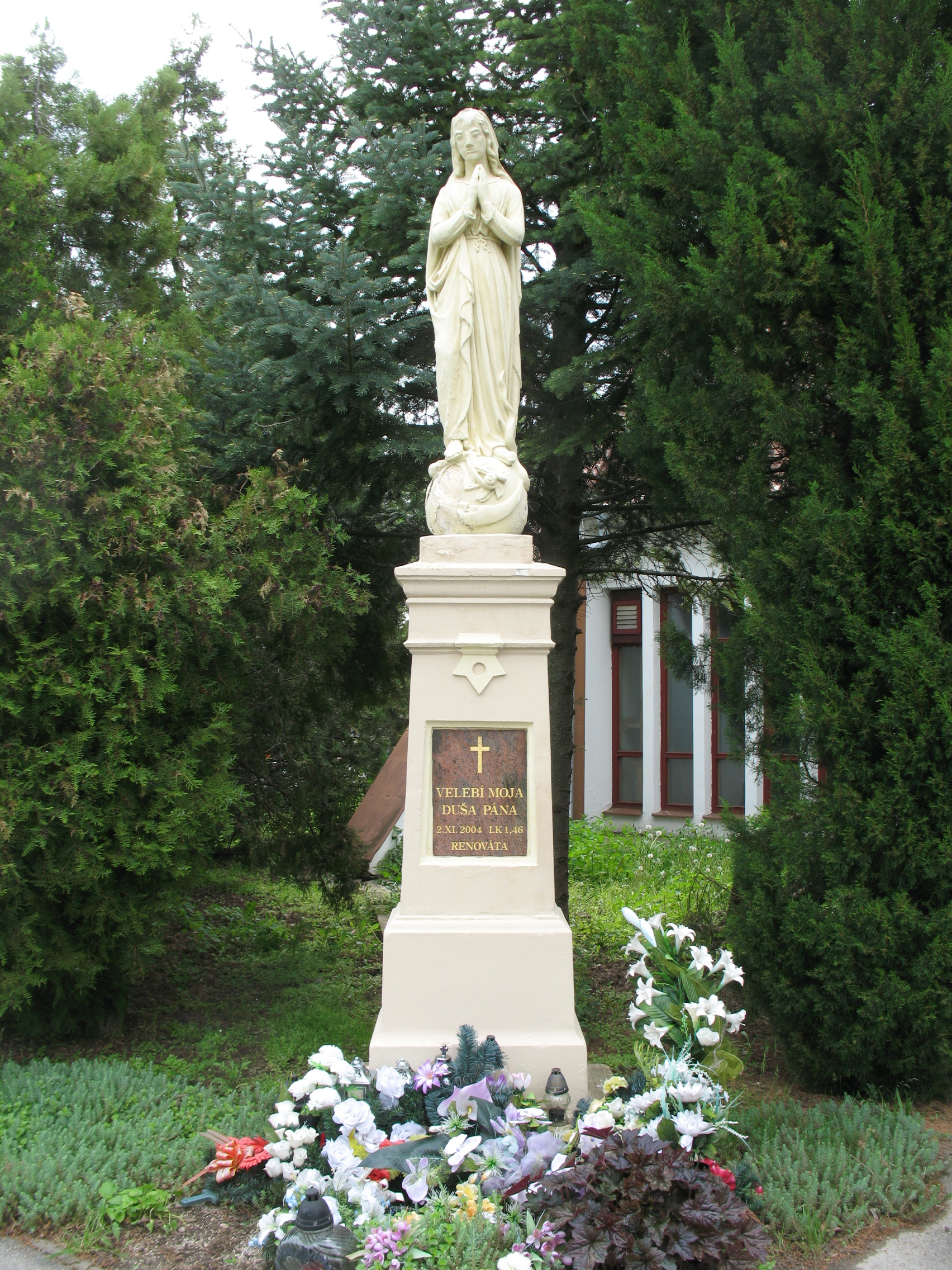
Felújítva 2004-ben
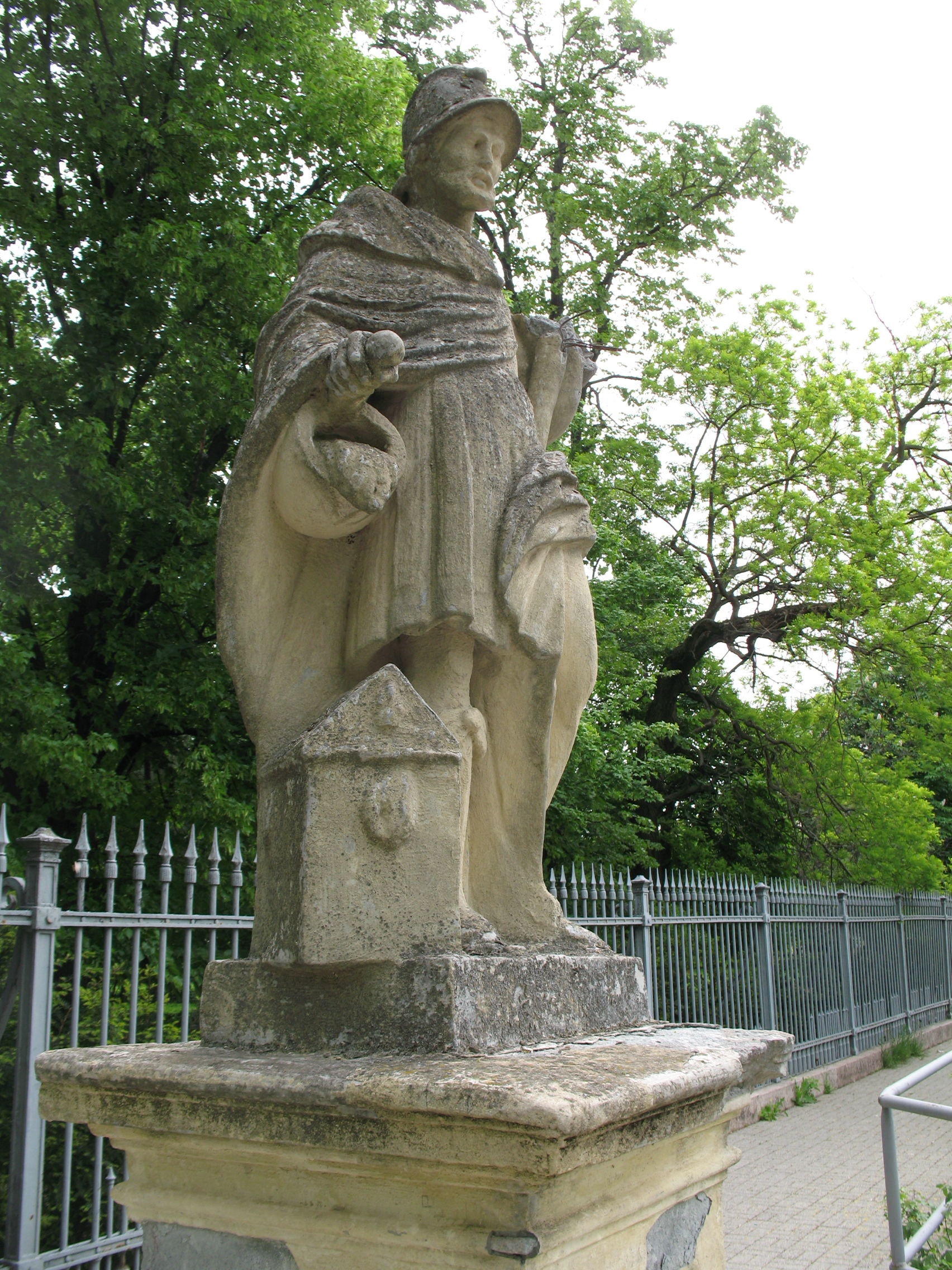
Szent Flórián 1816-ból
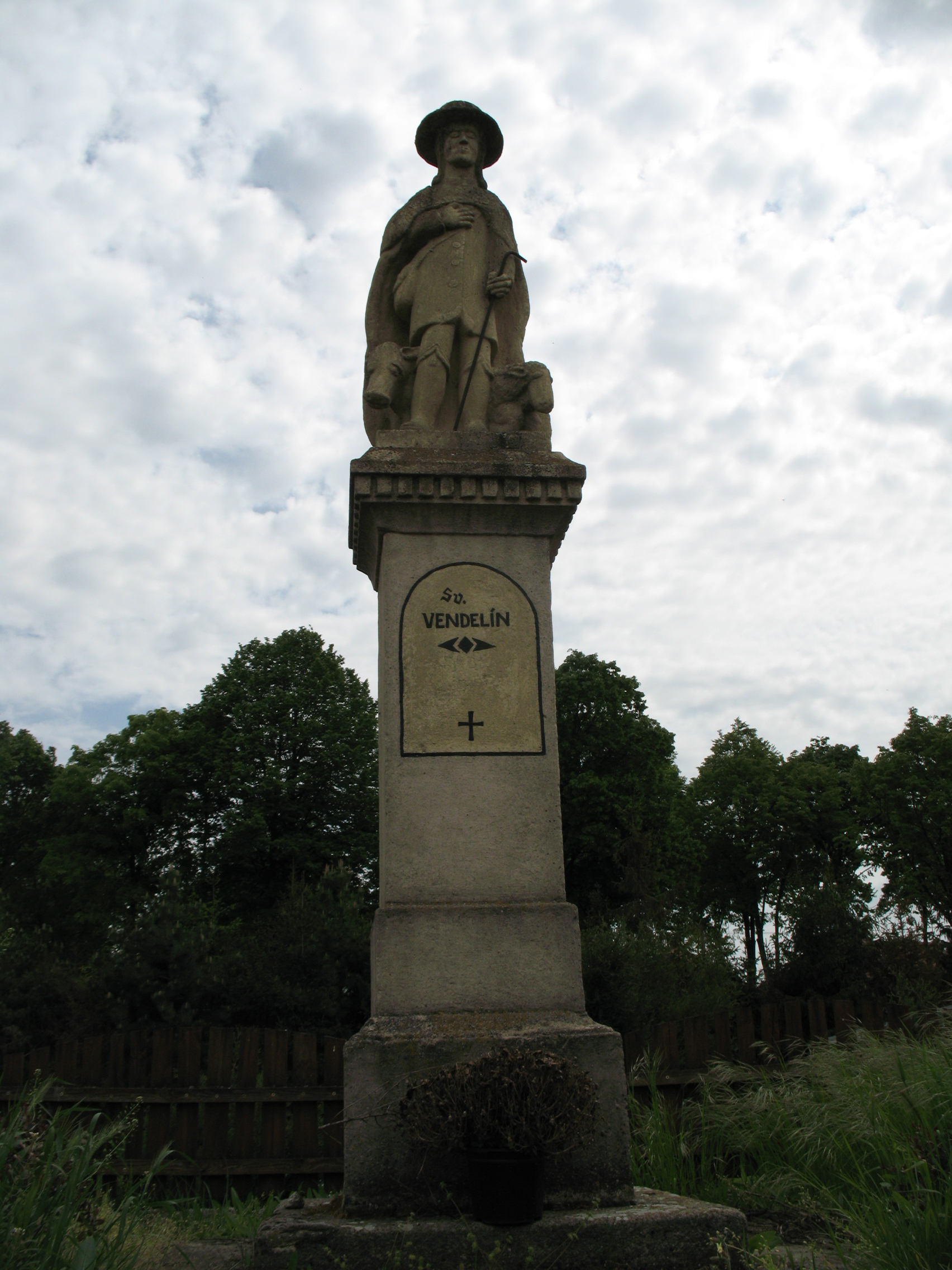
Szent Vendel
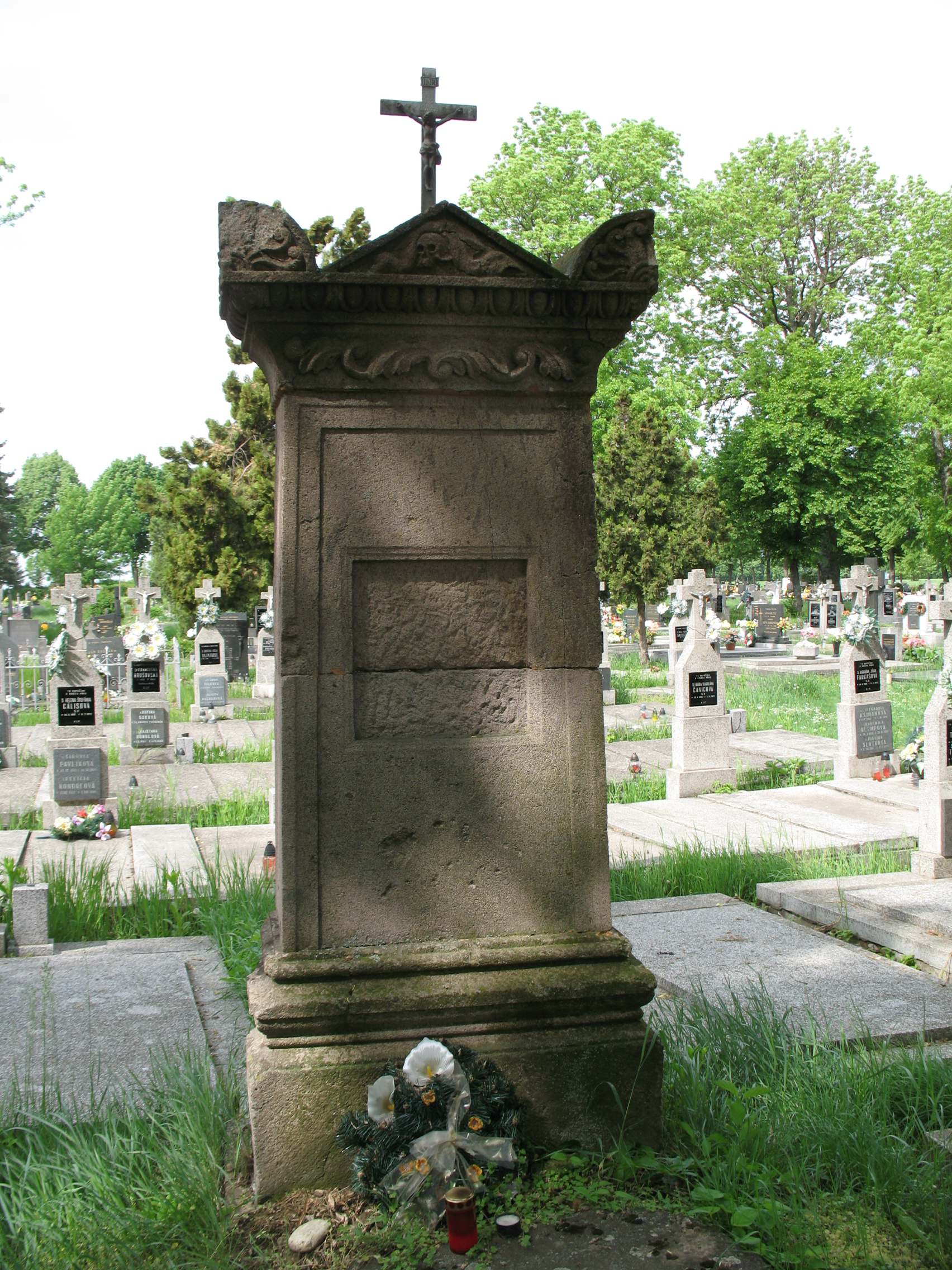
Sír az egyik temetőben

- Szent Kelemen tiszteletére szentelt temploma már 1332-ben állt, oklevél 1414-ben említi. Mai formáját 1765-ben nyerte el. Gusztinyi János püspök nagyobb összeget hagyott a templomra.[8]
- A Szent Kereszt kápolna 1627-ben épült.
- A Szent Orbán kápolna 1748 és 1750 között épült.
- A Szent Sír kápolna 1852-ben épült.
- A kolostor 1897-ben épült.
- A püspöki kastély 1850-ben készült klasszicista stílusban.
- Az 1831-es kolerajárvány után fogadalmi oszlopot emeltek.

## Neves személyek
- Itt született 1810-ben Balázsovits Odoricus ferences rendi szerzetes.
- Itt született 1813-ban Majer István teológiai doktor, püspök és nagyprépost, egyházi és pedagógiai népszerűsítő író, grafikus.
- Itt született 1868-ban Santho Miklós magyar festő.
- Itt született 1906-ban Staud Géza (1906–1988) színháztörténész, bibliográfus, egyetemi tanár.
- Itt született 1906-ban Štefan Pozdišovský (Vörös) tanár, muzeológus, levéltáros.[9]
- Itt hunyt el Gusztinyi János (1718–1777) nyitrai püspök 1763-tól haláláig.
- Itt hunyt el Révay Antal (1718-1783) teológiai doktor, nyitrai püspök.
- Itt hunyt el Kluch József (1748-1826) nyitrai püspök, érsek, egyházi író.
- Itt raboskodott Szüllő Rezső (1912–1982) plébános.
- Itt szolgált Alagovich Sándor (1760–1837) zágrábi püspök.
- Itt szolgált Vágner József (1833–1910) nyitrai prépost-kanonok és a nyitrai egyházmegyei könyvtár igazgatója.
- Itt volt edző Meszlényi Tibor (1956-2017) szlovákiai magyar labdarúgó, edző.

## Külső hivatkozások
- Hivatalos oldal
- Községinfó
- Mocsonok Szlovákia térképén
- Travelatlas.sk
- E-obce.sk Archiválva 2007. november 21-i dátummal a Wayback Machine-ben